# Hari
Nella religione induista, Hari (sanscrito: हरि, "il Fulvo") è uno dei nomi di Visnù e di Krishna, che figura come 650º nome nell'inno Vishnu sahasranama (I mille nomi di Vishnu) contenuto nell'Anusashana Parva del Mahābhārata. Durante le festività religiose è comune sentire gridare Haribol ! Haribol !, un invito ad invocare il nome di Hari. Il nome compare anche nella sua forma vocativa nel famoso mantra Hare Krishna.
Nei Veda, Hari viene utilizzato per indicare, oltre a Vishnu come dio sole, anche Agni, dio del fuoco, e Indra, dio della folgore.

## Etimologia
Secondo la tradizione vaishnava Gaudiya, Hari significherebbe 'colui che ruba' o 'colui che porta via', alludendo a come Krishna porti via le sofferenze e le ansie e di come egli rubi il cuore dei suoi devoti.
Secondo il commentario di Adi Shankara al Vishnu sahasranama, Hari significherebbe invece "Colui che distrugge il saṃsāra".

## Sikhismo
Nello Sikhismo Hari è uno dei nomi di Dio, ma in tale religione Dio è senza forma e pertanto i sikh credono che "Hari" non abbia alcuna connessione né con Krishna né con Vishnu.